# 76-мм полевая пушка образца 1902 года
76-мм полевая скорострельная пушка образца 1902 года, ранее 3-дюймовая полевая скорострельная пушка, образца 1902 года — русское лёгкое полевое скорострельное артиллерийское орудие калибра 76,2 миллиметров.
Пушка активно использовалось в русско-японской войне, Первой мировой войне, гражданской войне в России и в других вооружённых конфликтах с участием стран из бывшей Российской империи (Советский Союз, Польша, Финляндия и так далее). Модернизированные варианты этой лёгкой полевой скорострельной пушки использовались в начале Второй мировой войны.

## История
76,2-мм полевая скорострельная пушка образца 1902 года, известная также как «трёхдюймовка», разработана на Путиловском заводе в Санкт-Петербурге конструкторами Л. А. Бишляком, К. М. Соколовским и К. И. Липницким и инженером Н. А. Забудским с учётом опыта производства и эксплуатации первого российского орудия данного калибра.
Для своего времени орудие включало много полезных новшеств в своей конструкции. В их число входили противооткатные устройства, механизмы наводки по горизонту и углу возвышения, легкооткрываемый двухтактный поршневой затвор. Прицел с продольным уровнем, механизмом учёта боковых поправок и угломером с двумя подвижными диоптрами обеспечивал возможность стрельбы с закрытых позиций и прямой наводкой.
Для упрощения серийного производства в конструкции пушки минимально использовались высоколегированные стали; в основном она была сделана из дешёвых низколегированных и углеродистых сталей.
В 1906 году орудия получили орудийный щит и панораму.

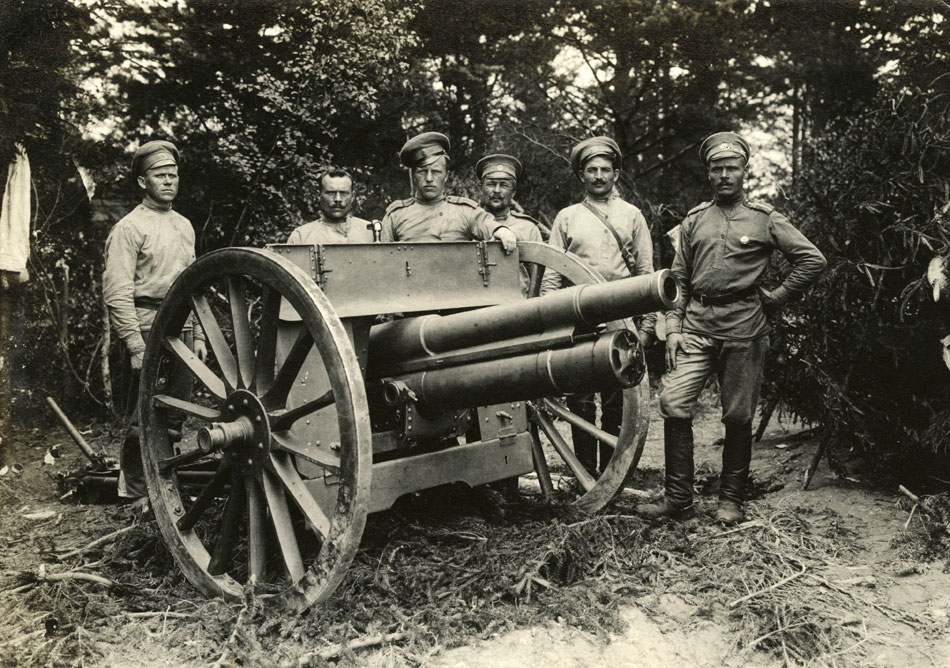
Первая мировая война. Русское 3-дюймовое орудие с расчётом. 1916

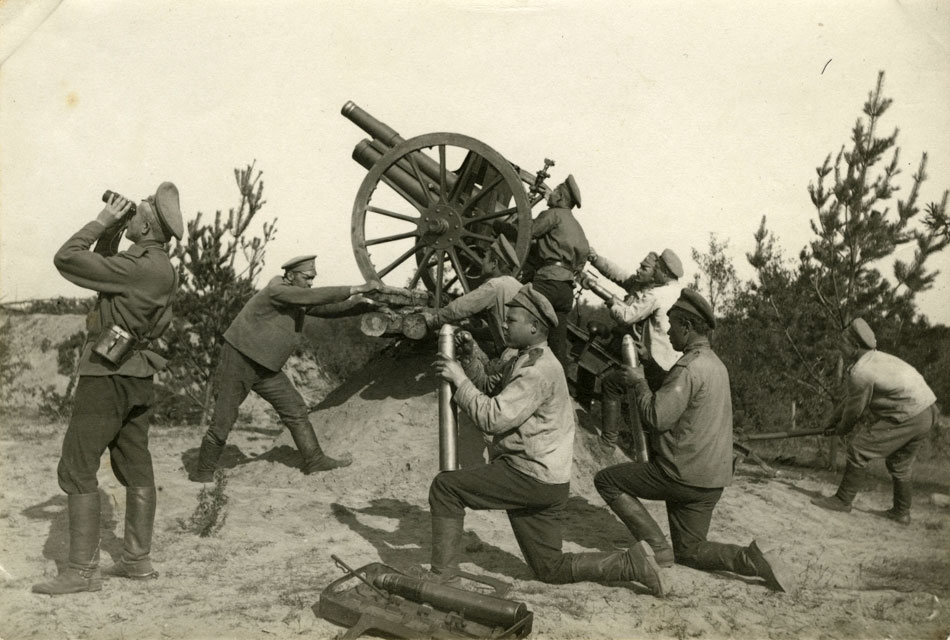
Русская 3-дюймовая (76мм) пушка для стрельбы по аэропланам. 1916

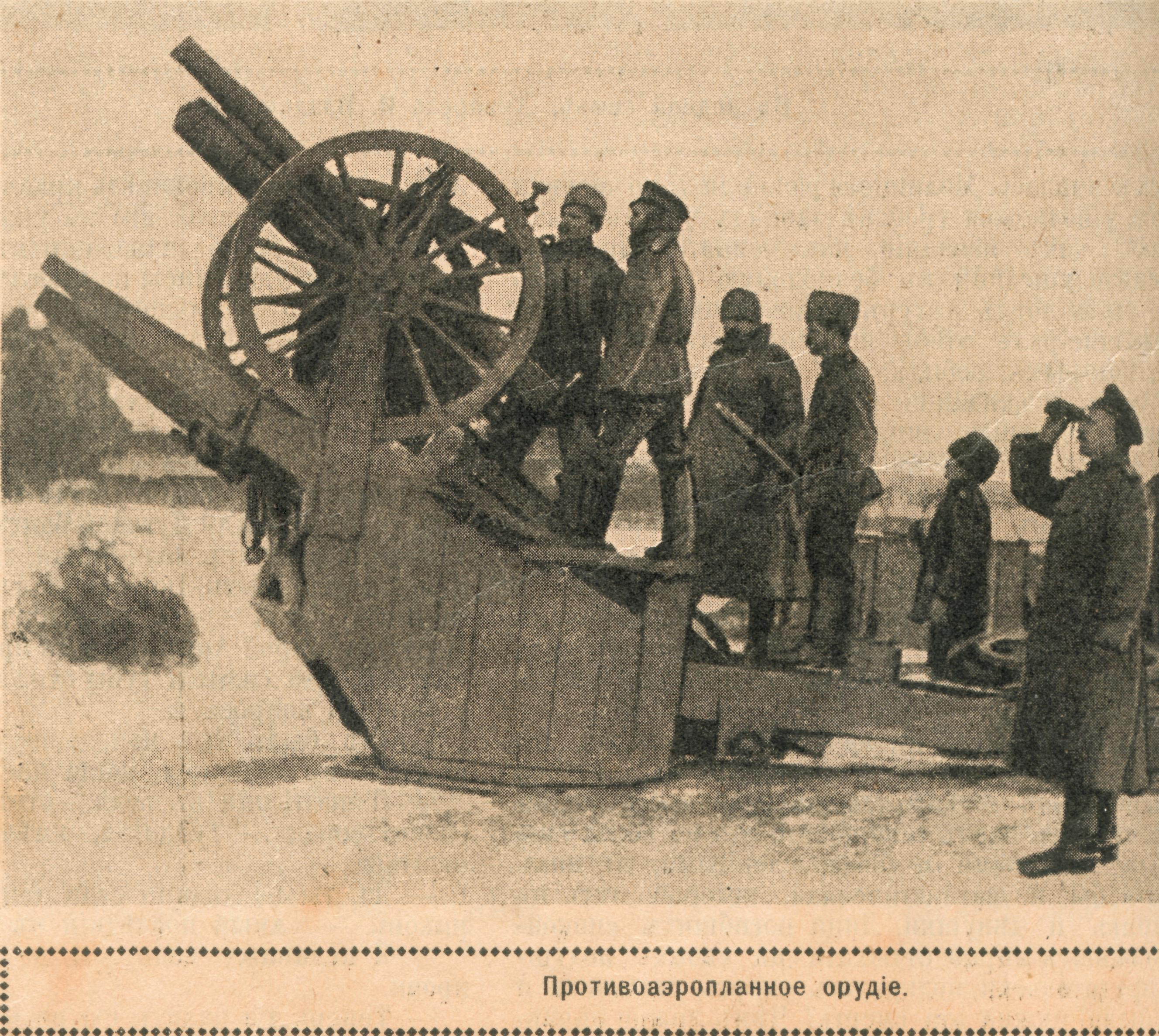
Русская пушка, установленная для стрельбы по аэропланам. Начало 1916

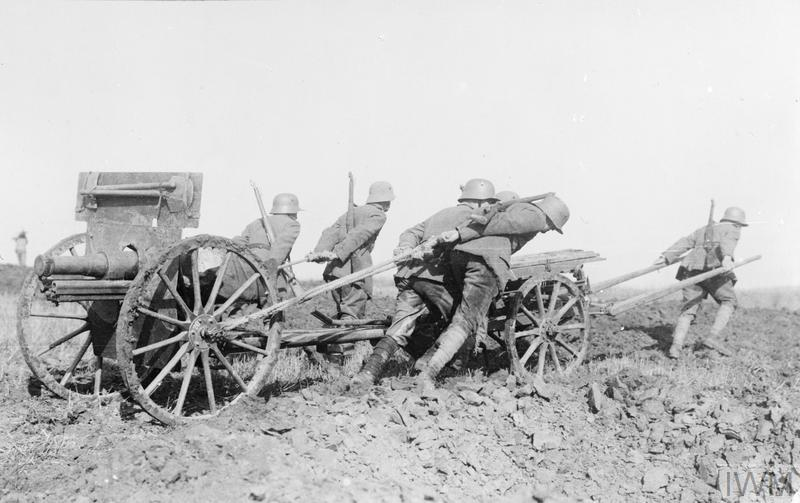
Первая мировая война. Русская 76-мм укороченная пушка, захваченная немцами. Эти трофейные орудия применялись штурмовыми батальонами для ведения огня прямой наводкой.

К началу Первой мировой войны орудия образца 1902 года являлись основным типом орудия полевой артиллерии в войсках Российской империи: в пехотных дивизиях имелось 3576 орудий в составе 447 восьмиорудийных батарей, в кавалерийских дивизиях — ещё 192 «трёхдюймовых орудия» в 32 шестиорудийных батареях (но здесь следует учесть, что некоторые батареи конной артиллерии были оснащены 76-мм горными пушками образца 1909 года), на складском хранении — резервы для формирования запасных батарей. Общее количество снарядов составляло 6 432 606 штук (в среднем, по 1064 штуки на орудие, но следует учесть, что эти же снаряды использовались в 76-мм орудиях образца 1900 года и 76-мм горных орудиях образца 1909 года). Вскоре после начала Великой войны было установлено, что в условиях применения полевых укреплений и заграждений из колючей проволоки расход снарядов значительно превышает предвоенные показатели (на разрушение двух метров окопов полного профиля на дистанции два километра фланговым огнём требовалось около десяти 76-мм снарядов, на разрушение фронтальным огнём — до 30 снарядов, на уничтожение полосы проволочных заграждений 6 х 20 метров — около 25 шт. 76-мм снарядов).

## Боеприпасы
Для стрельбы из пушки использовались боеприпасы в виде унитарных патронов. Гильза латунная цельнотянутая (размерностью 76x385R) — взята от ’’3-дм пушки обр. 1900 г.’’ Вес снаряда составлял 6,5 кг.
Сначала, как единый снаряд для орудия, была принята шрапнель. После русско-японской войны, в дополнение к шрапнели, была принята граната (аналог современного фугасного снаряда). На складах в 1914 году соотношение шрапнели к гранате было 17 к 3. В первую мировую войну у пушки появились и другие виды снарядов: осколочный, картечь, дымовой, зажигательный и химический. Из-за недостаточной производительности заводов Российской империи боеприпасы и их элементы (снаряды, гильзы) для полевой пушки образца 1902 года заказывались во Франции, Великобритании, США и Японии.

## Боевое применение
Полевая скорострельная пушка образца 1902 года была основой артиллерии Российской империи. По своим характеристикам она была на уровне схожему с ней французскому орудию калибра 75 и превосходила немецкую 77-мм и австрийскую 76,5-мм пушку. Пушка образца 1902 года получила высокую оценку русских артиллеристов. Пушки этого типа активно использовались в русско-японскую и Первую мировую войну.
В ходе гражданской войны и интервенции в России являлась основным орудием Красной Армии, изначально использовались орудия царской армии, в 1919 году для РККА произведено ещё 152 трёхдюймовых полевых орудия.
Также находилась на вооружении Белой армии, националистических сил в областях с малой численностью русского населения, армий Польши и Финляндии, анархистов и просто бандитов на всей громадной территории бывшей Российской империи.
В ряде случаев пушка использовалась как противотанковое орудие. Белогвардейцы и интервенты использовали небольшое число танков, в основном французские Renault FT-17 и английские Mark V и Whippet. Полевая пушка образца 1902 года с её высокой начальной скоростью снаряда (588 м/с) была эффективным оружием против их противопульной брони. В 1920 году во время Советско-польской войны эти орудия снова использовались в таком качестве — против польских Рено FT.

### Вторая мировая война

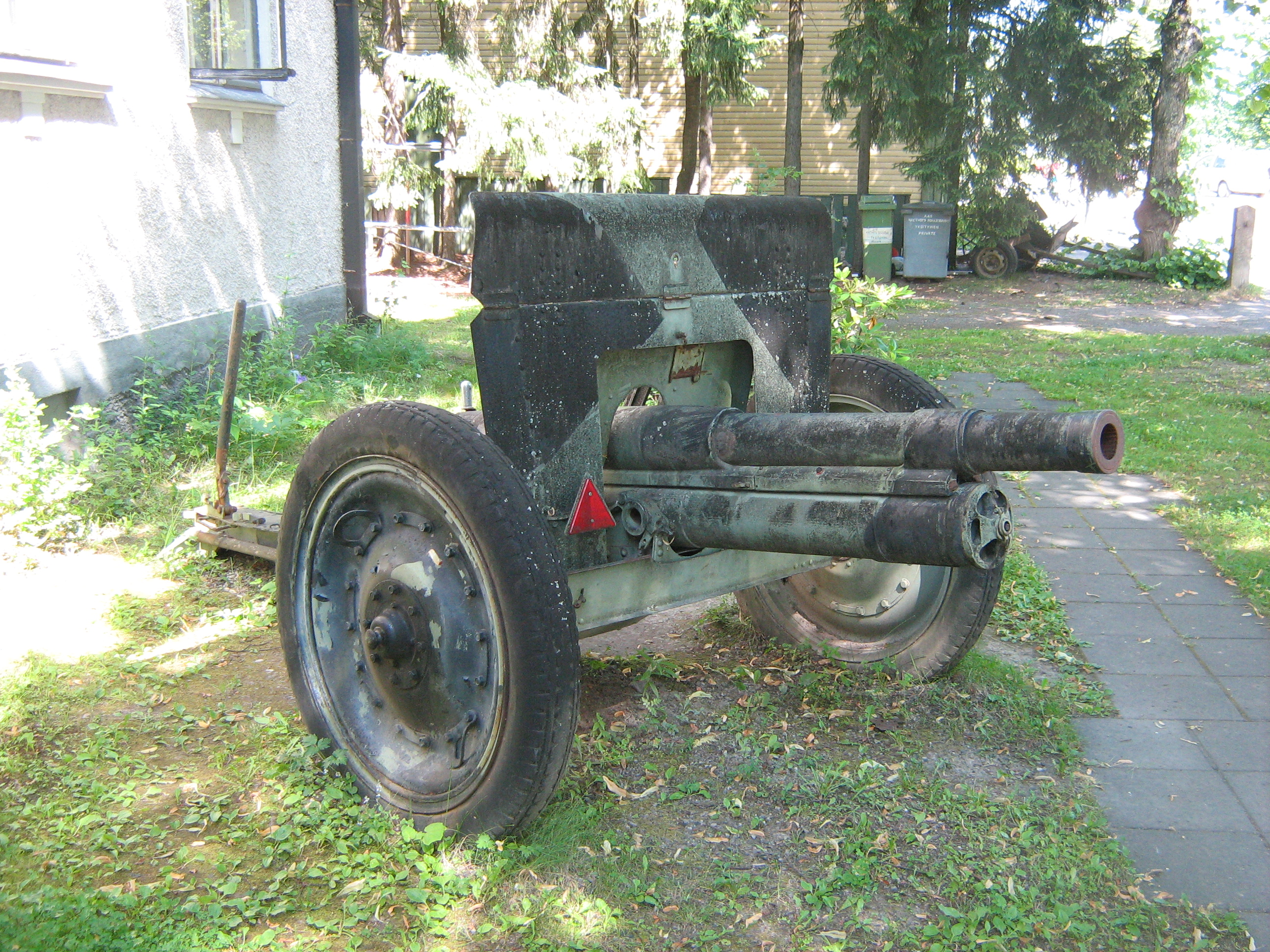
Финская 76-мм пушка в Музее ветеранов Иматры

Немодернизированные орудия составляли основную часть артиллерийского парка финской армии, в которой носили название 76 K/02. 179 пушек достались финской армии в 1918 году после получения независимости, ещё 11 куплены в 1931 году, 5 захвачены во время Зимней войны и ещё 54 куплены в Германии в конце 1940 года. Эти орудия активно использовались Финляндией в течение всей Второй мировой войны, к ним немцами даже были разработаны кумулятивные снаряды.

## Развитие после Первой мировой войны

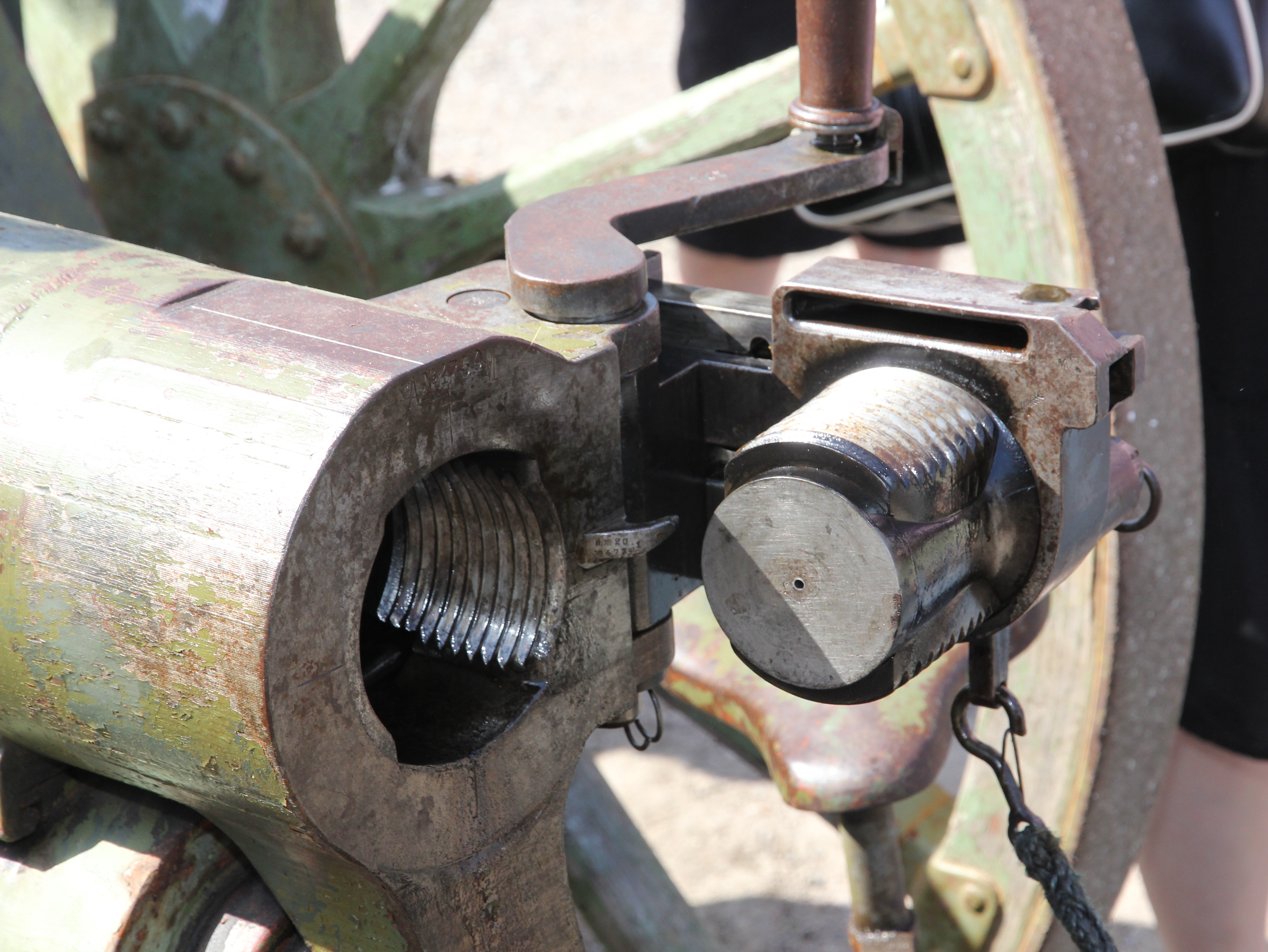
Затвор

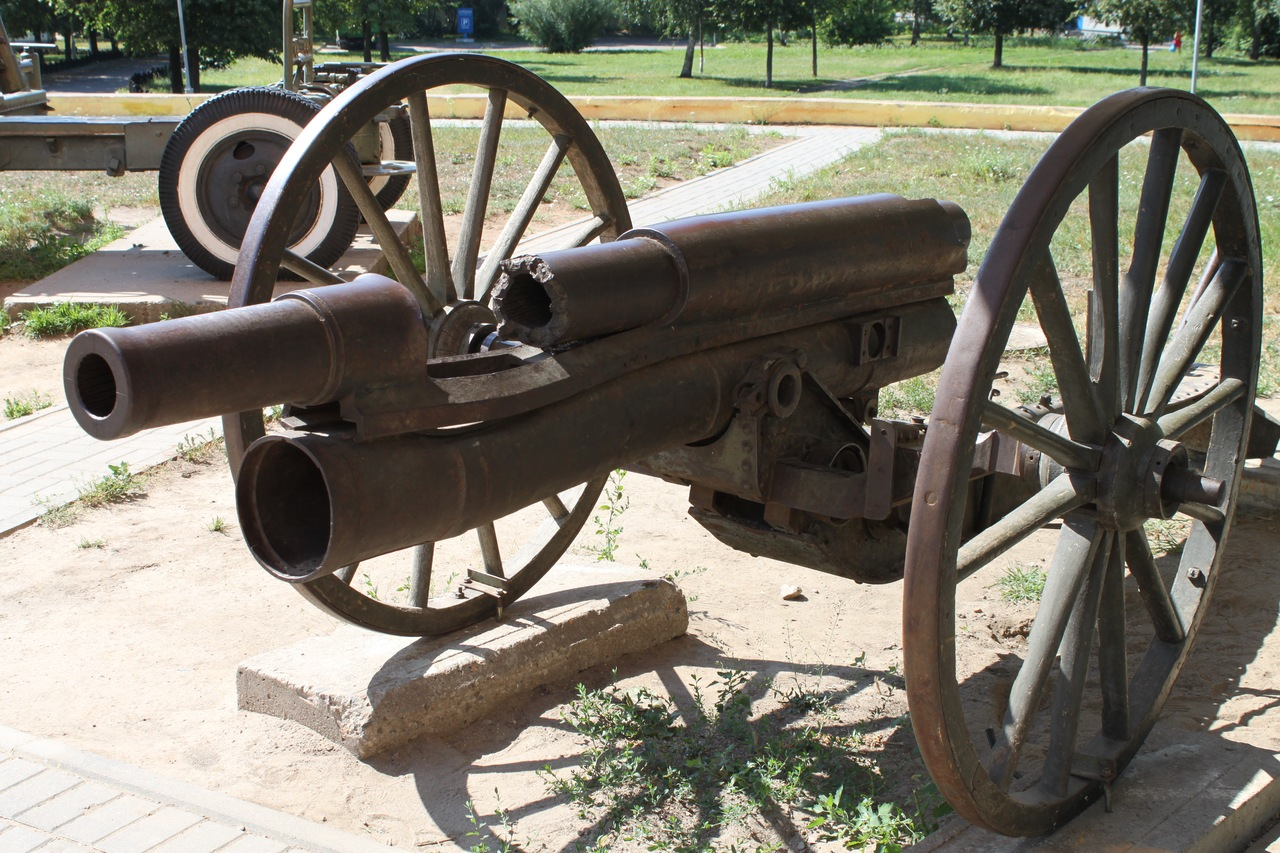
76-мм пушка, участвовавшая в обстреле Ярославля в 1918 г.. Орудие выведено из строя снарядом, разорвавшимся в стволе. В настоящее время — экспонат Музея в Ярославле

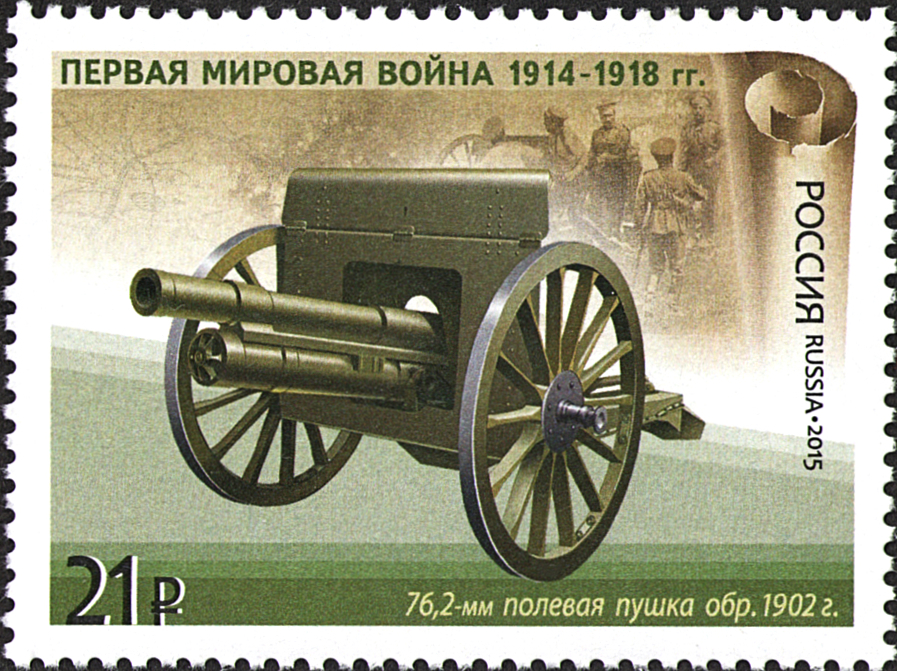
76,2-мм полевая пушка образца 1902 года на почтовой марке России 2015 года

Союз ССР и Польша модернизировали свои скорострельные полевые пушки образца 1902 года после окончания Первой мировой войны, тогда появилось в её названии слово дивизионная и добавились цифры, обозначающие год создания и модернизации — 1902/30. Польские конструкторы внесли свои изменения в пушку в 1926 году, а в Советском Союзе производство пушки обр. 1902 года продолжалось до 1931 года, когда она заменена своим модернизированным вариантом. Окончательно пушка обр. 1902/30 годов снята с производства в 1937 году, когда в СССР разработали современную дивизионную пушку Ф-22. Оба модернизированных варианта использовались на начальной стадии Второй мировой войны.
Польское орудие 75 mm armata polowa wz. 02/26 представляло собой изменённую пушку обр. 1902 года. В 1926 году польские трёхдюймовки перекалиброваны для обновления изношенных стволов и унификации боеприпасов с 75-мм пушкой Шнейдера обр. 1897 года. В польской армии до 1939 г. включительно эти орудия были на вооружении дивизионов конной артиллерии в кавалерийских бригадах и полковых двухорудийных батарей пехотных полков. К 1939 году на вооружении Войска Польского 466 таких орудий. Максимальная дальность пушки на польской службе, с использованием стальной гранаты образца 1917 года массой 6,195 кг, составляла 10 700 м. Начальная скорость снарядов — около 600 м/с.
После скоротечной осенней кампании 1939 года значительное число этих орудий попали к немцам; в Вермахте они обозначены 7.5 cm FK 02/26(p). Они использовались немцами и для вооружения бронепоездов.
7.5 cm F.K.02/26(p) — немецкое обозначение захваченных польских орудий. Длина ствола F.K.02/26(p) 2286/30 мм/клб. Угол вертикального наведения −11° — +16°, угол горизонтального наведения 10°. Подрессоривание лафета отсутствовало, колёса деревянные, поэтому скорость возки не выше 12 км/ч. Снаряд весом 8 кг имел начальную скорость 588 м/с, а дальность стрельбы до 10 800 м. В 1939 г. немцы захватили 284 пушки, к марту 1944 г. немцы использовали 90 таких пушек, из них 71 на Востоке, 4 на Балканах и 15 во Франции.

## Сохранившиеся экземпляры
- Россия — Музей отечественной военной истории в деревне Падиково Истринского района Московской области.
- Россия — Музейный комплекс УГМК, г. Верхняя Пышма, Свердловская область[10].
- Россия — Музей ЦМВС, г. Москва, ранняя модификация со сплошным лафетом.
- Россия — Музей ВИМАИВиВС, г. Санкт-Петербург, ранняя модификация со сплошным лафетом.
- Россия — В качестве памятника в г. Краснозна́менск, Московской области, с лафетом поздней модификации (обр. 1902/30гг.)
- Россия — Ставропольский государственный историко-культурный и природно-ландшафтный музей-заповедник имени Г. Н. Прозрителева и Г. К. Праве, г. Ставрополь